# Wiener Operettensommer
Der Wiener Operettensommer war ein 2003 gegründetes Operettenfestival, das von 2005 bis 2013 jeden Sommer als Open-Air-Veranstaltung im Schlosspark Theresianum im 4. Wiener Gemeindebezirk Wieden stattfand.

## Geschichte
Der Wiener Operettensommer wurde 2003 von Karl Scheibmaier ins Leben gerufen. In den Monaten Juli und August wurde im Wiener Theater Akzent eine Revue von Operettenliedern und Tanzeinlagen präsentiert. 2005 verlegte Scheibmaier die Veranstaltung in den Schlosspark des Theresianums. 2009 übernahm der ehemalige Bühnenbildner des Wiener Operettensommers, Markus Windberger, den Namen der Veranstaltung. Seither wurden beim Wiener Operettensommer ganze Operetten gespielt, statt wie bei der Vorgängerveranstaltung Revuen. 2011 fand ein Gastspiel der Johann Strauß Operette Wiener Blut in der chinesischen Stadt Fuzhou statt. Der Wiener Operettensommer hatte den Wettbewerb entsprechend der Ausschreibung der Kulturministeriums der Volksrepublik China gewonnen und war somit der einzige Europäische Teilnehmer am 1. Chinesischen Opernfestival 2011.
Unter der Intendanz von Markus Windberger war dessen damalige Ehefrau Patricia Nessy künstlerische Leiterin und Charles Prince wirkte als musikalischer Direktor des Operettensommers. Die Bühne war eine Guckkastenbühne in barockem Kulissenbau mit einer maximalen Breite von 38 m und einer gesamten Tiefe von 15 m. Das Orchester bestand aus maximal 40 Musikern in einer überdachten Muschel. Die Tribüne bot 500 Personen Platz.
Am 23. April 2013 wurde vom Landesgericht Eisenstadt mangels Kostendeckung ein Insolvenzverfahren gegen die Windberger Art GmbH als Veranstalterin des Wiener Operettensommers bekanntgemacht. Da das Insolvenzverfahren mangels Kostendeckung nicht eröffnet wurde, wurde die Firma liquidiert.  -Nicht aktuell !
Die „Windberger Art GmbH“ wurde am 1. September 2016 aus dem Firmenbuch gelöscht. FN 324288w: Wiener Zeitung Nr. 183 vom 17./18. September 2016.

## Besonderheiten
In den Produktionen wurde vielfach eine Rolle ausgewählt, die allabendlich wechselnd von einem prominenten Gast gespielt wurde. Die vorgesehene Gage für diese Rolle wurde von den Künstlern bzw. Initiatoren für einen guten Zweck gespendet. Diese Rollen wurden unter anderem von Richard Lugner, Sigrid Hauser, Roman Gregory, Ramesh Nair, Gernot Kranner und Franz Suhrada gespielt.
In den Pausen gab es im Gastronomiebereich zum Stück passende Darbietungen, beispielsweise ein Stehgeiger bei der Csárdásfürstin oder chinesische Flötenspieler beim Land des Lächelns.

## Produktionen

### Intendanz Scheibmaier
- 2003: Operettenrevue
- 2004: Heut geh ich ins...Akzent
- 2005: Hereinspaziert
- 2006: Remasuri auf der Wieden
- 2007: Wien, Wien nur du allein
- 2008: Wien, wie es singt und lacht

### Intendanz Windberger
- 2009: Johann Strauss: Wiener Blut (Regie: Patricia Nessy)
- 2010: Franz Lehár: Die lustige Witwe (Regie: Alexandra Frankmann-Köpp)
- 2011: Emmerich Kálmán: Die Csárdásfürstin (Regie: Reinhard Hauser)
- 2011: Johann Strauss: Wiener Blut (Regie: Patricia Nessy); Gastspiel in Fuzhou
- 2012: Franz Lehár: Das Land des Lächelns (Regie: Patricia Nessy)
- 2012: Joseph Beer: Polnische Hochzeit (Regie: Marion Dimali)
- 2012: Rosen aus Wien (Regie: Patricia Nessy); Gastspiel in der Arena Taormina
- 2013: Joseph Beer: Polnische Hochzeit (Regie: Patricia Nessy); Gastspiel in Eggenfelden
- 2013: Winterzauber (Regie: Patricia Nessy); Gastspiel in Bad Kissingen